# Macatė kontra Litvánia
A Macatė kontra Litvánia ügyben hozott ítélet egy mérföldkő az Emberi Jogok Európai Bírósága (EJEB) gyakorlatában, amely a véleménynyilvánítás szabadsága és az LMBTI-jogok határterületét érinti. Az ügy középpontjában egy mesekönyv állt, amely azonos nemű párok kapcsolatát is bemutatta, és amelynek terjesztését a litván hatóságok előbb ideiglenesen felfüggesztették, majd a könyvet a 14 év alatti gyermekek számára károsnak minősítették.
Az EJEB döntése szerint ez a beavatkozás sértette az Emberi Jogok Európai Egyezményének (EJEE) 10. cikkében biztosított véleménynyilvánítás szabadságát. Az ítélet fontos üzenetet hordoz: a szexuális irányultságon alapuló tartalmakhoz való hozzáférés önmagában nem tekinthető ártalmasnak, és az ilyen tartalmak korlátozása összeegyeztethetetlen a demokratikus társadalmak alapvető értékeivel, mint az egyenlőség, pluralizmus és tolerancia.

## Tények
A kérelmező Neringa Dangvydė Macatė gyermekíró, aki nyíltan vállalta homoszexualitását. 2013-ban a Litván Oktatástudományi Egyetem (Lithuanian University of Educational Sciences) kiadója – állami támogatással – megjelentette Borostyánszív (litvánul: Gintarinė širdis) című mesekönyvét, amely hat mesét tartalmazott, köztük kettő azonos nemű párok kapcsolatát és házasságát mutatta be. A mesék célja a különböző társadalmi csoportokkal, így például a fogyatékossággal élőkkel, bevándorlókkal és az LMBTQ-közösség tagjaival szembeni elfogadásra és toleranciára nevelés volt.
A könyv egyik meséjében egy királyfi egy férfi szabóba szeret bele, egy másikban pedig egy hercegnő gyermekkori barátnőjét, egy suszter lányát veszi feleségül. A történetek célja nem az azonos nemű kapcsolatok népszerűsítése, hanem az elfogadásra nevelés volt.
A könyv megjelenése után a litván sajtóban és közéletben éles viták bontakoztak ki. Egy országos napilap cikke nyomán a litván parlament több tagja és konzervatív szervezetek aggodalmukat fejezték ki. A parlamenti nyomás hatására az egyetem rektora 2014 márciusában elrendelte a könyv terjesztésének felfüggesztését.
A Kulturális Minisztérium kérésére a litván Újságírói Etikai Felügyelőség jelentést készített, amely szerint a könyvben ábrázolt kapcsolatok ellentétesek a litván alkotmányban és törvényekben rögzített családfogalommal. A jelentés szerint a könyv veszélyt jelenthet a gyermekek értékrendjének fejlődésére. Ennek alapján a könyvet kötelezően figyelmeztető címkével kellett ellátni: „A tartalom káros hatással lehet a 14 év alattiakra” vagy „N-14”.
A könyv kiadása és visszavonása után Macatė polgári pert indított az Egyetem ellen, kifogásolva a könyv terjesztésének felfüggesztésére vonatkozó döntést és a könyvön elhelyezett figyelmeztető címkét. A Vilniusi Kerületi Bíróság elutasította a keresetet, majd a Vilniusi Regionális Bíróság helybenhagyta ezt a döntést. A Legfelsőbb Bíróság végül az alsóbb fokú bíróságok döntéseinek hatályon kívül helyezésével új eljárásra utalta az ügyet, megállapítva, hogy nem vizsgálták megfelelően a népszerűsítés és a tolerancia előmozdítása közötti különbséget, a Felügyelőség megállapításainak megalapozottságát, illetve a diszkrimináció kérdését. A bíróságok a kereset, majd a fellebbezés elutasításával fenntartották, hogy a korlátozás a gyermekek védelmét szolgálta, és nem volt mögötte diszkriminatív szándék.

## A kérelem

### A kérelmező érvei
A kérelmező azzal érvelt, hogy kizárólag azért függesztették fel könyvének terjesztését, majd látták el figyelmeztető címkével, mert az pozitív módon ábrázolta az azonos nemű párok kapcsolatát. Álláspontja szerint ez megalapozatlan korlátozás volt, amely sérti az Emberi Jogok Európai Egyezményének 10. cikkét, a véleménynyilvánítás szabadságát.
A kérelmező arra hivatkozott, hogy több körülmény arra utal: az egyetem kizárólag azért döntött a könyv terjesztésének felfüggesztéséről, mert az azonos nemű párok kapcsolatát kedvező színben mutatta be, és mert ő maga nyíltan homoszexuális. Minderre előzetes értesítés vagy szakértői vizsgálat nélkül került sor, miközben az egyetem nyilatkozatai nyíltan elutasítóak voltak a könyv témájával szemben.
A kérelmező szerint a figyelmeztető címke ugyanúgy korlátozó hatású volt, mint a terjesztési tilalom, mivel elriasztotta a gyerekeket és szüleiket a könyv elolvasásától. Úgy vélte, hogy a címke nemcsak a könyv társadalmi megítélését rontotta, hanem személyesen is sértette őt homoszexuális szerzőként, és erősítette azt az üzenetet, hogy kisebbségi csoportok bemutatása káros lehet a gyermekekre.
A kérelmező álláspontja szerint a könyv tartalmának korlátozása semmilyen jogszerű célt nem szolgált, és nem volt indokolt egy demokratikus társadalomban, mivel az nem volt káros egyetlen korosztály számára sem. Hivatkozott az EJEB gyakorlatára, amely szerint az LMBTI-személyekről és azonos nemű kapcsolatokról szóló tájékoztatás nem korlátozható, és nem tekinthető összeegyeztethetetlennek a társadalmi normákkal. Éppen ellenkezőleg, ezek az információk alapvető fontosságúak a demokrácia, az egyenlőség és a társadalmi sokszínűség szempontjából.

### A Kormány érvei
A Kormány ezzel szemben azzal érvelt, hogy az intézkedések célja a gyermekek védelme volt, különösen a szexuális orientációval kapcsolatos témák idő előtti megismertetésének elkerülése. Érvelésük szerint az állami beavatkozás csupán azt jelezte, hogy a benne szereplő tartalom 14 év alattiak számára nem ajánlott. Álláspontjuk szerint ezzel biztosították a szülők tájékozódáshoz való jogát, miközben nem akadályozták meg teljesen a kiadvány elérhetőségét.
A Kormány szerint a könyv terjesztésének felfüggesztése nem hatósági utasításra történt, hanem az egyetem saját döntése volt. Ezt támasztja alá az is, hogy a második kiadás már figyelmeztető címke nélkül jelent meg, ami szerintük azt mutatja, hogy az intézkedések az egyetem önálló kezdeményezéséből fakadtak.
A Kormány azzal érvelt, hogy a Vilniusi Regionális Bíróság nem az azonos nemű kapcsolatok pozitív bemutatását kifogásolta, hanem azt tartotta problémásnak, ahogyan ezek a kapcsolatok megjelentek a könyvben. Álláspontjuk szerint a testi vonatkozások ábrázolása túl részletes volt a 9–10 éves korosztály számára.
A Kormány azt is kifogásolta, hogy a mesék azt a látszatot kelthették, mintha az érzelmi kötődés és a szerelem kizárólag azonos nemű párok között valósulhatna meg, míg a különnemű kapcsolatok célja csupán a családalapítás és az öröklés lenne.

## A Bíróság értékelése

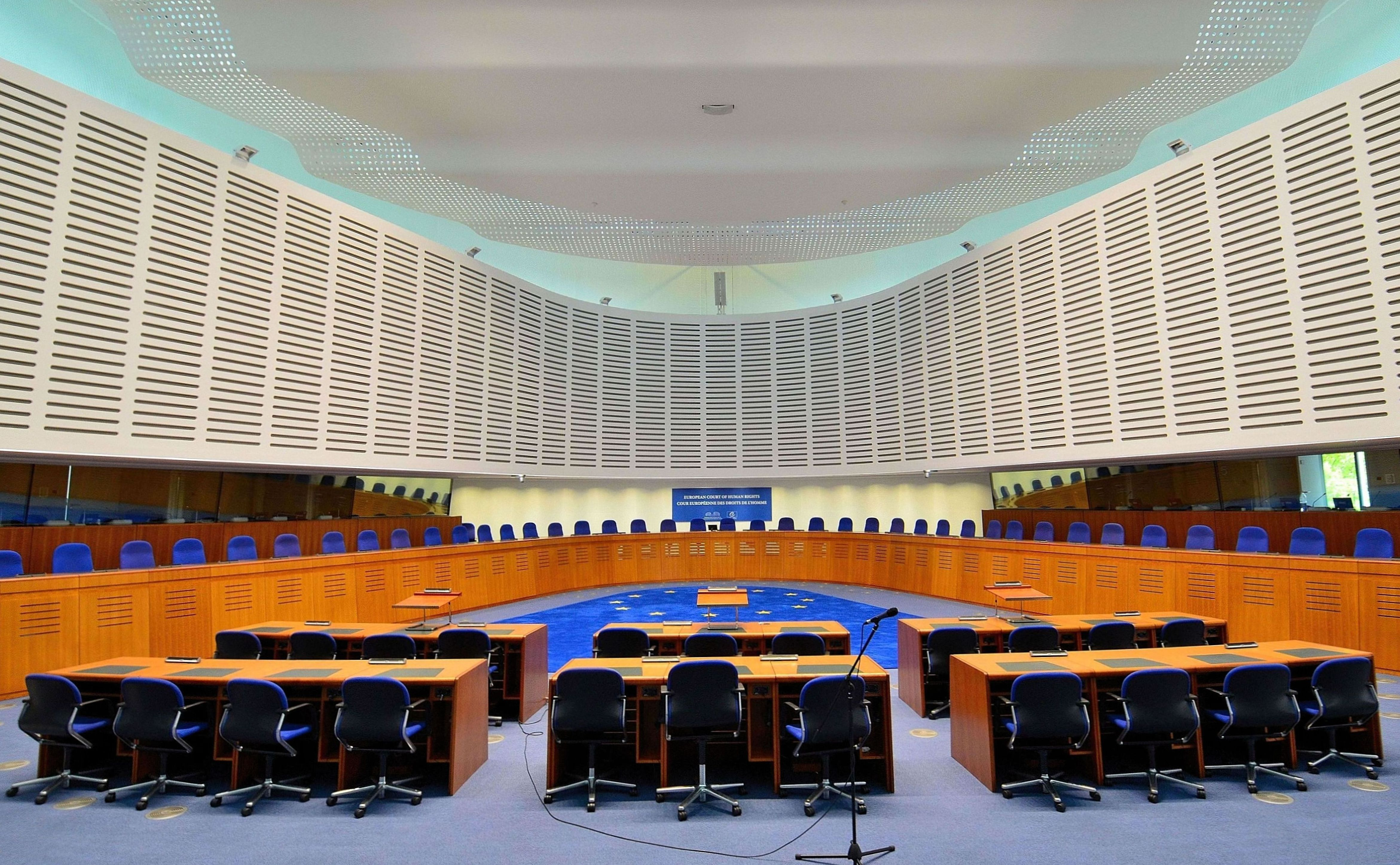
Tárgyalóterem az Emberi Jogok Európai Bíróságán

Az EJEB megállapította, hogy a litván hatóságok beavatkozása a kérelmező véleménynyilvánítási szabadságába a 10. cikk alapján megvalósult. A Bíróság rámutatott, hogy bár a Litván Oktatástudományi Egyetem a nemzeti jog szerint széleskörű önállósággal rendelkezik, mégis közjogi szervnek minősül. Ennek megfelelően a könyv terjesztésének felfüggesztése és figyelmeztető címkével való ellátása – amelyeket az egyetem rendelt el – állami beavatkozásnak tekintendő.
A Bíróság megállapította, hogy mivel a litván jogszabályok szankciókat írnak elő azokkal a kiadókkal és terjesztőkkel szemben, akik nem tartják be a címkézési előírásokat, a könyvvel kapcsolatos intézkedések állami szabályozási környezetben valósultak meg. Ezért a vitatott korlátozások Litvániának mint alperes államnak tulajdoníthatók.
A Bíróság megállapította, hogy a könyv egyéves terjesztési tilalma és bolti visszavonása jelentős mértékben korlátozta az olvasók hozzáférését, így beavatkozást jelentett a szerző véleménynyilvánítási szabadságába. A figyelmeztető címkék – amelyek hasonlóak erőszakos vagy szexuális tartalmak esetén – elriaszthatták a szülőket a könyv megvásárlásától, különösen egy előítéletes társadalmi környezetben. Emellett a könyv „káros” minősítése rontotta a szerző szakmai megítélését, és visszatartó hatással lehetett más szerzőkre is, akik hasonló témákról írnának.
A Bíróság megvizsgálta a beavatkozási célokat. A Kormány szerint a korlátozások kettős célt szolgáltak: egyrészt a gyermekek védelmét a túlságosan szexuális tartalmaktól, másrészt attól, hogy olyan információkhoz jussanak, amelyek azonos nemű kapcsolatok „népszerűsítésére” alkalmasak lehetnek. A Kormány érvelése szerint egy konkrét mesejelenet – amelyben a hercegnő és a suszter lánya az esküvőjük után együtt alszanak – túl nyíltan utal a testi kapcsolatra, ezért nem lett volna megfelelő 9–10 éves gyermekek számára. A Bíróság azonban ezt az értelmezést nem tartotta megalapozottnak, továbbá nem is volt semmilyen erre vonatkozó megállapítás a hazai eljárások során.
Emellett a litván bíróságok nem indokolták megfelelően, hogy miért tekintették a könyvet olyannak, amely „bátorít” bizonyos kapcsolatokat mások rovására, ahelyett, hogy az elfogadás üzenetét hordozná. A könyv többféle társadalmi háttérrel, fizikai és mentális adottságokkal rendelkező szereplőt mutat be – köztük azonos nemű párokat is – pozitív, szerethető, méltóságteljes módon. A Bíróság ezért nem látta alátámasztottnak a Kormány azon állítását, hogy a kérelmező célja a heteroszexuális kapcsolatok lejáratása vagy kigúnyolása lett volna. Ebből következően a Bíróság arra a következtetésre jutott, hogy a valódi cél az volt, hogy a gyermekeket elzárják az olyan információktól, amelyek azonos nemű kapcsolatokat a különneműekkel egyenértékűként mutatnak be.

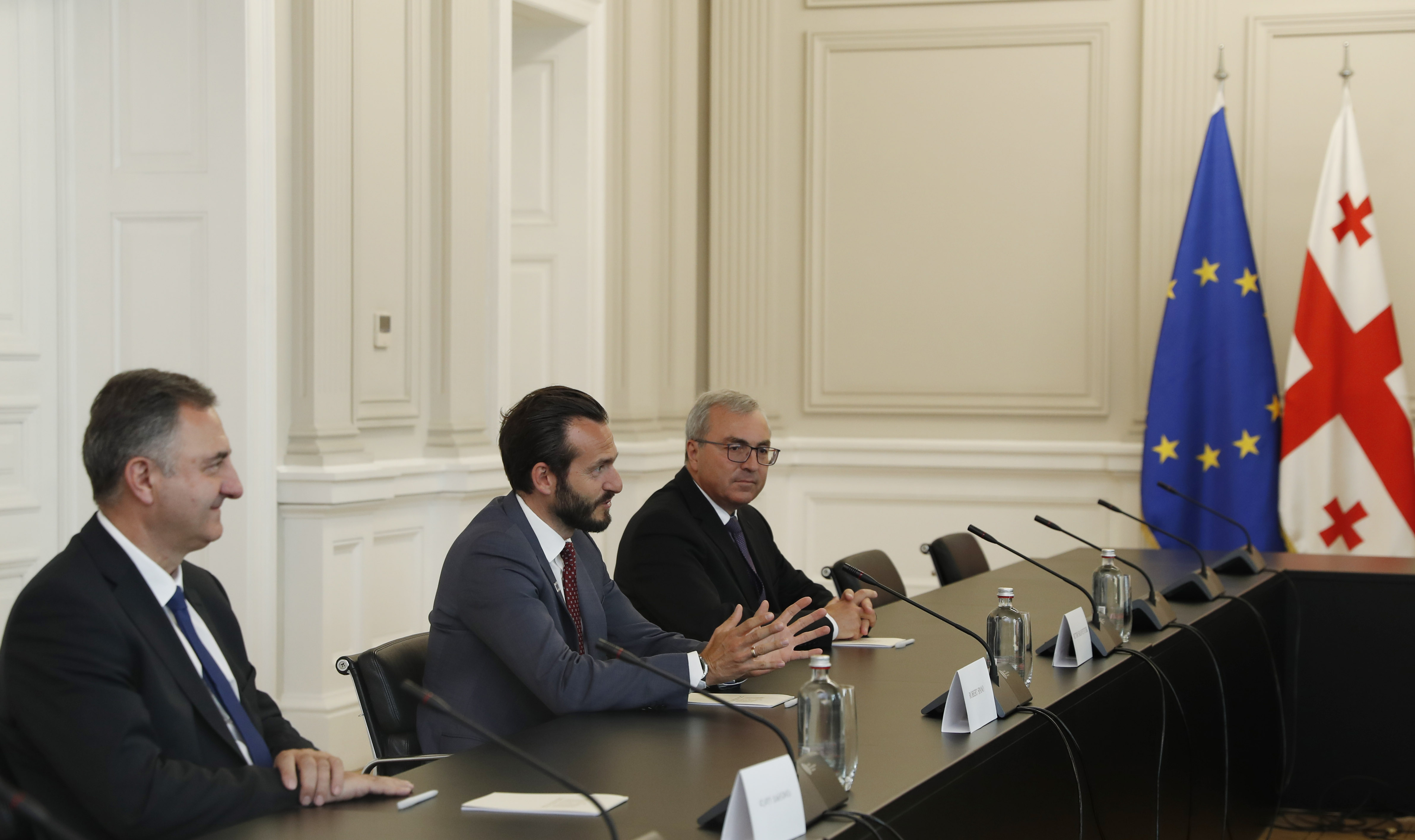
Robert Spano (középen), az Emberi Jogok Európai Bíróságának (korábbi) elnöke

A Bíróság korábbi gyakorlata szerint az olyan törvényi tilalmak, amelyek a homoszexualitás vagy „nem hagyományos” szexuális kapcsolatok kiskorúak számára való bemutatását korlátozzák, nem védik sem az erkölcsöt, sem a gyermekek egészségét vagy jogaikat. Éppen ellenkezőleg: ezek az intézkedések megbélyegzést, előítéleteket és homofóbiát erősítenek, ami szembemegy a demokratikus társadalmak alapértékeivel, mint az egyenlőség, pluralizmus és tolerancia. A Nagykamara ezzel teljes mértékben egyetértett.  
A Bíróság hangsúlyozta, hogy a gyermekek legfőbb érdekét figyelembe kell venni, ugyanakkor nincs olyan tudományos vagy szociológiai bizonyíték, amely igazolná, hogy a homoszexualitás említése vagy a szexuális kisebbségek nyílt bemutatása ártalmas lenne a gyermekekre. A Bíróság többször hangsúlyozta, hogy a szexuális orientáció esetében bármilyen eltérő bánásmódot rendkívül alapos és nyomós indokkal kell igazolni. Ha a megkülönböztetés kizárólag a szexuális orientáción alapul, az önmagában ellentétes az Emberi Jogok Európai Egyezményével.
A Bíróság megállapította, hogy ha a gyermekek számára az azonos nemű kapcsolatokról szóló információkhoz való hozzáférést kizárólag a szexuális irányultság alapján korlátozzák – vagyis anélkül, hogy ténylegesen bizonyított lenne, hogy az ilyen tartalom ártalmas –, akkor az ilyen beavatkozás nem tekinthető jogszerű célnak a 10. cikk 2. bekezdése szerint. A kérelmező könyvével szembeni intézkedések célja az volt, hogy meggátolják az azonos nemű kapcsolatok különnemű kapcsolatokkal azonos értékű bemutatását, és e tartalmakat károsként tüntessék fel. A Bíróság ennek alapján megállapította a 10. cikk megsértését.
A kérelmező továbbá arra is hivatkozott, hogy a könyvét érintő korlátozások diszkriminatívak voltak, mivel azokat a szexuális kisebbségekkel szembeni előítéletek motiválták, ezért az Egyezmény 14. és a 10. cikkének együttes alkalmazására hivatkozott. A Bíróság azonban úgy ítélte meg, hogy mivel a korlátozások főként a könyv tartalmát – vagyis annak LMBTI-jellegét – célozták, és nem a kérelmező személyét, a diszkrimináció kérdését már a 10. cikk alapján elvégzett vizsgálat megfelelően lefedte.

## Részben eltérő vélemény
A részben eltérő véleményt megfogalmazó bírák nem értettek egyet a többségi döntéssel abban, hogy nem szükséges külön megvizsgálni a kérelmező panaszát a 14. és 10. cikk együttes megsértésére vonatkozóan. Úgy vélték, hogy a diszkrimináció – különösen a homofób előítéletek formájában – az ügy egyik központi eleme volt, amely önálló vizsgálatot igényelt volna. Sajnálatosnak tartották, hogy a Bíróság elmulasztotta ezt a lehetőséget, különösen annak fényében, hogy maga a többség is elismerte: az intézkedések célja az azonos nemű kapcsolatokról szóló mesék elzárása volt a gyermekek elől.

## A döntés jelentősége
A Macatė kontra Litvánia ügyben a Bíróság arra a következtetésre jutott, hogy a korlátozások mögött valójában az a rejtett szándék húzódott meg, hogy az állam az azonos nemű kapcsolatokkal szemben a különneműeket részesítse előnyben. Ennek fényében minden Kormány által megjelölt célt jogszerűtlennek nyilvánított.
Az ítélet jelentősége túlmutat Litvánián, mivel olyan problémát érint – az LMBTI-tartalmak korlátozását –, amely több más Európa Tanács-tagállamban, például Magyarországon is aktuális jogi és társadalmi kérdés. Az ügy egy olyan élénk és jelenleg is zajló társadalmi vitába illeszkedik, amelyben eltérő álláspontok ütköznek a család fogalmához, a gyermekneveléshez és az alapvető társadalmi értékekhez való viszonyulásról – nemcsak Litvániában, hanem az Európa Tanács több tagállamában is.
Az ügyben beavatkozóként részt vevő Háttér Társaság is közzétett egy összefoglalót az ítéletről. A Háttér Társaság megjegyezte, hogy az EJEB egyhangú döntéssel állapította meg a 10. cikk megsértését a litván propagandatörvény alkalmazása kapcsán. A jogvédő szervezet szerint ez a litván törvény hasonlít a magyarhoz, de annál enyhébb szabályozást tartalmaz. A magyarországi helyzettel való párhuzam nemzetközi szinten is visszatérő elemként jelenik meg.